# François Dominique de Reynaud de Montlosier
François Dominique de Reynaud, comte de Montlosier, né le 16 avril 1755 à Clermont-Ferrand où il est mort le 9 décembre 1838, est un homme politique français.
Ses colères contre les hommes de son propre camp le rendent inclassable et cachent une pensée profonde et innovatrice qui a posé les fondements d'une droite moderne dépassant le cadre strict de la Contre-Révolution.

## Biographie

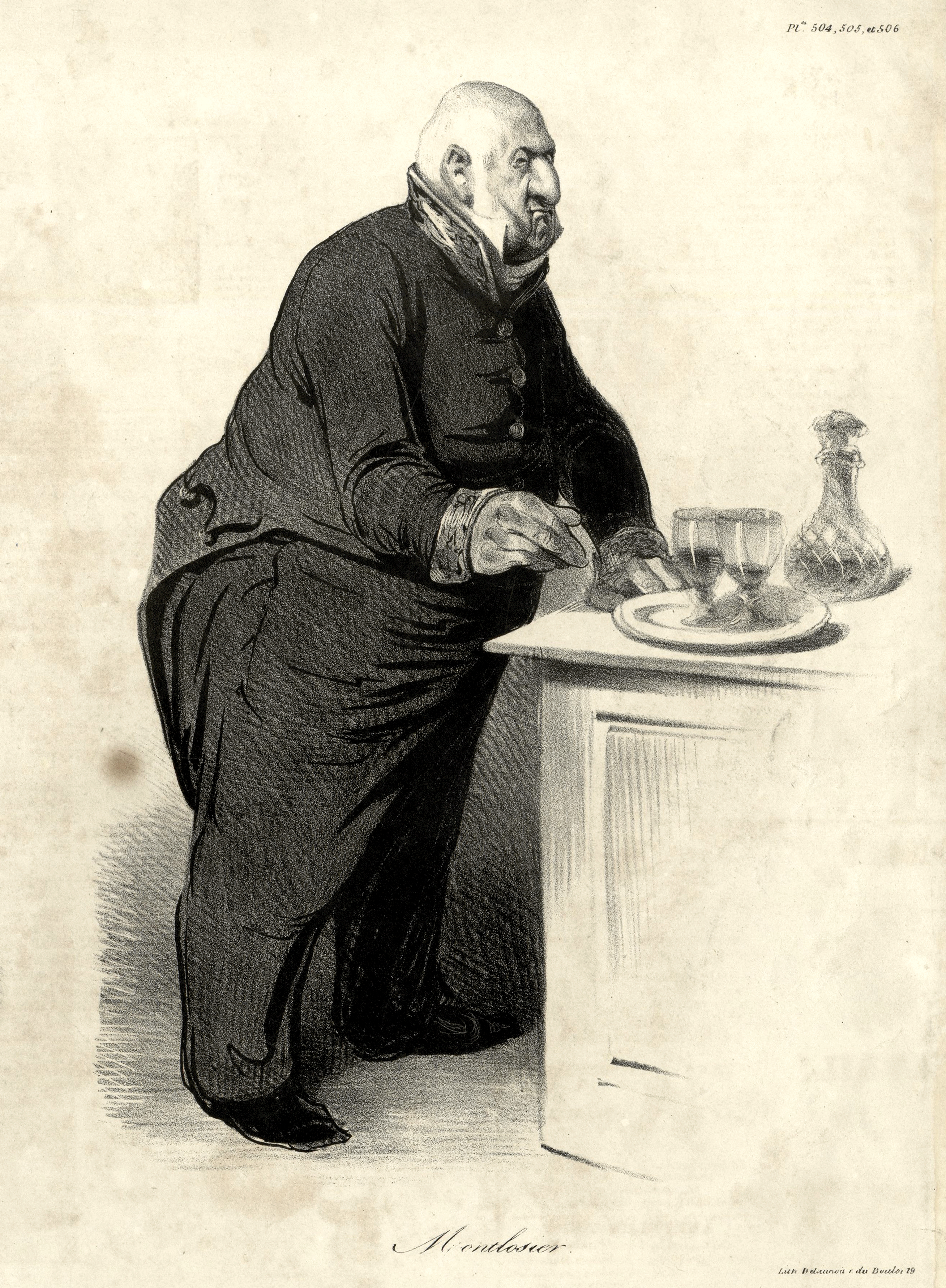
Caricature par Honoré Daumier.

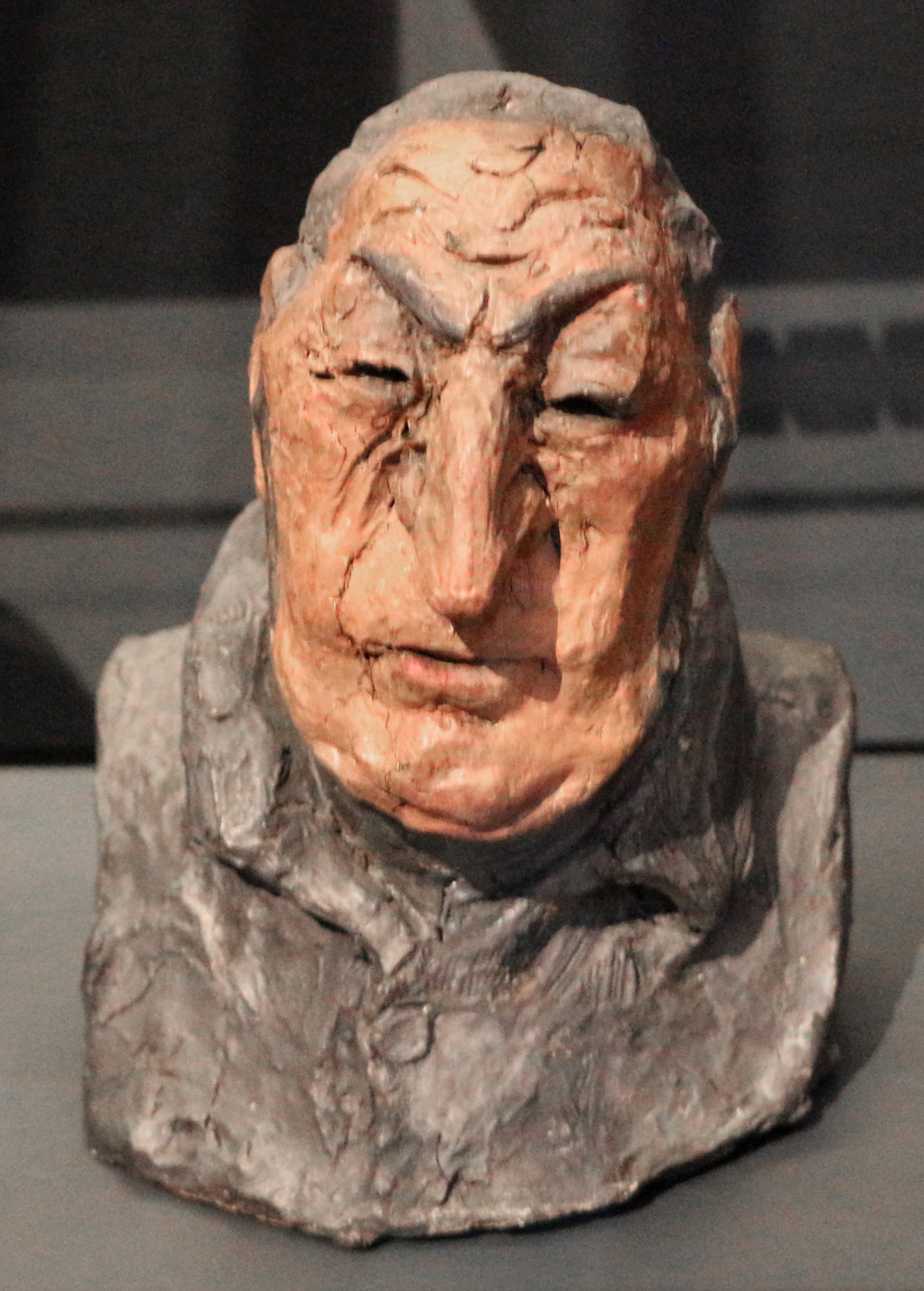
Caricature par Honoré Daumier.

Issu d'une famille de hobereaux auvergnats, ancien élève du collège des Jésuites clermontois, il se distingue peu avant la Révolution par une Étude sur les volcans d'Auvergne parue en 1789.

### Révolution française
- Élu député suppléant de la noblesse du bailliage de Clermont-Ferrand aux États généraux, le comte de Montlosier y siège à partir de septembre 1789. Député à la Constituante et personnalité du club des Impartiaux, il défend le pouvoir exécutif et ses prérogatives. Il est le premier à conceptualiser la Constitution de 1791 comme une « démocratie royale » impuissante à consolider, impuissante à se stabiliser[4]. Il défend la monarchie avec obstination et talent, participe à la rédaction du journal Les Actes des Apôtres animé par Jean-Gabriel Peltier.
- Face à la radicalisation révolutionnaire, il appelle à l'organisation, d'une contre-révolution « bonne et honorable ». Il justifie la prise d'armes par les catégories du droit naturel mis en avant par les révolutionnaires eux-mêmes au nom de la légitime défense[4].
- En 1791, envoyé en mission par le roi à Coblence, il est consterné par l'état d'esprit des émigrés.
- En 1792, il émigre néanmoins du fait de l'évolution des événements qui l'obligent à l'exil ; il combat en Champagne, puis séjourne à Vienne et Londres, où il dirige un journal, le Courrier de Londres, une des publications de l'émigration. Il rencontre Chateaubriand, qui, dans les Mémoires d'outre-tombe, parle de lui en ces termes : "Montlosier passa en Angleterre et se réfugia dans les lettres, grand hôpital des émigrés où j'avais une paillasse auprès de la sienne. Il obtint la rédaction du Courrier français. Outre son journal, il écrivait des ouvrages physico−politico−philosophiques : il prouvait dans l'une de ces œuvres que le bleu était la couleur de la vie par la raison que les veines bleuissent après la mort, la vie venant à la surface du corps pour s'évaporer et retourner au ciel bleu : comme j'aime beaucoup le bleu, j'étais tout charmé"[5]. Depuis la capitale britannique, Montlosier tente durant le Directoire, de donner un programme politique moderne à la contre-révolution, celui d'une droite libérale et adaptée à la République, donc « modérée[3] ».
- En 1801, il vend le Courrier de Londres à Régnier, où Jean-Gabriel Peltier collaborera.

### Consulat et Empire
Fasciné par le Premier Consul Bonaparte, il rentre en France en mars 1801. Montlosier est sollicité par Bonaparte pour écrire cette fois dans Le Bulletin de Paris des articles anglophobes. Il rédige également un pamphlet anti-britannique intitulé Le peuple anglais bouffi d'orgueil, de bière et de thé, jugé au tribunal de la raison. Fonctionnaire au ministère des Affaires étrangères, puis chargé de faire des rapports sur l'état de l'opinion publique pour le compte de Fouché, avec lequel il était en rapports étroits depuis son exil, Fouché l'aidant alors financièrement en échange de renseignements sur les Émigrés. Montlosier, à la demande du Premier Consul, entreprend une œuvre destinée à fournir des arguments historiques à la réconciliation nationale et à la fusion des élites mais l'Empereur en interdira la publication. Napoléon confirmera que Montlosier faisait partie de son réseau d'informateurs secrets, avec entre autres Fievée et Madame de Genlis. Le Grand Maréchal Bertrand rapporte une conversation de l'Empereur, en mars 1817 à Sainte-Hélène : « J'avais par le moyen de Lavalette une haute police secrète et importante. Douze personnes correspondaient avec moi et avaient, chacune douze mille francs par an. Elles pouvaient dire tout ce qu'elles voulaient, sur quelque sujet que ce fût, car jamais je ne disais rien. Je lisais ou ne lisais pas, brûlais ensuite, mais jamais ces personnes n'avaient de moi un signe de vie et ne savaient même si on les avait lues...Montlosier voulait que je rétablisse le système féodal et croyait qu'on ne pouvait bien gouverner que par là. »

### Restauration
- Royaliste de cœur, il se rallie en 1814 et 1815 à Louis XVIII.
- Il est néanmoins en délicatesse avec la Restauration du fait de son hostilité aux Jésuites et à l'ultramontanisme. Sous Charles X, le comte de Montlosier se montre inquiet, en particulier, des progrès des tendances ultramontaines ; il publie le Mémoire anticlérical, contre ce qu'il appelle le parti prêtre, et défendant le gallicanisme. « C'est de la prépondérance ecclésiastique se disant religieuse qu'il nous reste à préserver le Roi et l’État. » écrit-il de Randanne, le 28 novembre 1825 à Chateaubriand que le vicomte nomme « mon fidèle compagnon d'exil ».
- Il est néanmoins autorisé à publier De la monarchie française commandée par le Premier Consul mais interdite de publication par le régime impérial car il y faisait l'éloge de la féodalité apparue à la suite de l'implantation franque, prenant ainsi la suite de Boulainvilliers dans la diffusion de l'idée antinationale que la noblesse d'épée, se rattacherait à une noblesse germanique, au contraire de la noblesse de robe. Cependant Marie-France Piguet précise, dans son étude de la pensée de Montlosier, que sa vision est plus complexe et intègre l'apport germanique dans un ensemble plus large d'origines de la noblesse :

« À la différence de Boulainvilliers pour qui la conquête franque a été à l’origine de la noblesse, de la monarchie et de « l’État François dans lequel nous vivons », Montlosier n’attache pas à l’invasion germanique de telles conséquences et s’intéresse finalement peu aux conditions initiales de formation de la monarchie et de la noblesse. En fait, il substitue à une violence guerrière fondatrice le processus lent et complexe d’émergence d’un « gouvernement féodal » qui rend pérennes différentes hiérarchies qui s’enracinent elles-mêmes dans une multitude de dominations antérieures reconnues. »

Claude Nicolet a critiqué ce type d'analyse fondé sur réduction des écrits de Boulainvilliers à un schéma qu'il n'a jamais développé.
En 1826 il publie Mémoire à consulter sur un système religieux et politique, tendant à renverser la religion, la société et le trône, un ouvrage décrivant une théorie du complot jésuite.

### Monarchie de Juillet
- Un ralliement à la monarchie de Juillet lui vaut rang de conseiller général du Puy de Dôme, Louis-Phillippe ajoutant en 1832 l'entrée à la Chambre des pairs.
- Réfléchissant à l'équilibre de la modération et de la violence en politique, il fustige à l'intérieur de son camp les principaux fauteurs de l'extrémisme[3].
- Seuls lui seront refusés, à l'ultime moment de sa vie, les sacrements d'un clergé qui n'oublie pas les dures critiques prononcées à son encontre et que le comte n'a pas voulu rétracter. Position qu'il conserva jusqu'à sa mort, puisque son enterrement fut civil, dans une maison mortuaire qu'il avait fait préparer, recouvert d'herbes aromatiques selon son souhait[11].

## Pensée

### Idées politiques
Montlosier pose huit invariants aux origines d'une droite parlementaire et intransigeante à la fois.
1. Il insiste notamment sur l'égalité du pouvoir exécutif et du pouvoir législatif.
2. L'exécutif s'incarne dans une personne garante de l'État dont l'existence est symbolisée par l'hérédité.
3. Le législatif doit être divisé en deux chambres.
4. La société repose sur la propriété privée, garante de l'ordre social et fondement de la représentation de ceux qui font la loi.
5. L'organisation sociale doit permettre une émulation saine de ceux qui n'ayant rien veulent acquérir.
6. L'inégalité est constitutive des rapports sociaux et doit être soutenue par une vision religieuse de la société.
7. La loi assurant une protection sociale pour tous, rien de plus.
8. La droite se reconnaît dans son antagonisme à la Révolution, à ses idéaux et ses pratiques.

### Idées historiques
Montlosier propose une théorie politique à partir des rapports entre pouvoir et noblesse et des causes de la Révolutions.
- Il met en avant une dégradation progressive de l'ancienne constitution de la France sous l'effet de l'usurpation progressive du pouvoir par le monarque, depuis Hugues Capet, au détriment des « grands du royaume ».
- La noblesse se compose de l'ensemble des hommes libres, les « ingénus » propriétaires de leurs terres qui ont adopté la loi salique à la suite de l'arrivée des Francs et elle tire ses droits et devoirs de cette indépendance initiale. La noblesse est issue de la fusion des diverses aristocraties présentes sur le sol des Gaules (germanique mais aussi romaine et gauloise) et met en place le gouvernement féodal. À la différence de Boulainvilliers, pour qui les Francs ont été à l'origine de la noblesse et de la monarchie et pour qui l'abaissement de la noblesse avait été dû à l'affirmation progressive d'un pouvoir royal absolu, Montlosier n'attache pas aux invasions germaniques de telles conséquences.
- Le roi élu par ses pairs n'est que le premier d'entre eux et règne avec leur concours.
- Il focalise son attention sur la révolution qu'a constitué l'affranchissement de la classe tributaire, qui n'était à l'origine ni totalement libre, ni totalement serve et a constitué le troisième ordre des états généraux.
- Dès lors, le roi s'appuie sur cette classe contre la noblesse et la révolution est l'aboutissement d'un processus engagé avec l'affranchissement par le roi des communes médiévales.

## Hommage
- Une voie publique de Clermont-Ferrand porte son nom : la rue Montlosier
- Le 14 décembre 1838, le journal La Presse judiciaire de la Cour de Riom lui rendait hommage en publiant une chronique nécrologique et rapportant les différents discours de personnalités auvergnates, dont M. Gonod au nom de l'Académie royale des sciences, arts et belles-lettres de Clermont-Ferrand ; M. Hippolyte Conchon, Maire de Clermont-Ferrand ; M. le lieutenant-général Brun de Villeret, etc. L'article du journal débute ainsi[13] :

« L'Auvergne vient de perdre une de ses gloires. »

- Dans ce même journal, parmi les hommages, un de ses amis Jean-Baptiste Bayle-Mouillard, invectivait la foule rassemblée pour le cortège du cercueil :

« Vous allez conduire les restes mortels de notre plus grand concitoyen jusqu'aux portes de la ville où il est né, où il est mort ; vous allez, à la sortie de ces murs, lui dire un dernier et solennel adieu, à lui qui fut toujours bienfaisant et bon ; à lui, dont la main savante sonda les mystères de nos volcans et les mystères de la vie humaine ; à lui, dont la main infatigable fertilisa le sable de nos montagnes [...] »

## Œuvres
- Essai sur la théorie des volcans d'Auvergne, 1789.
- Observations sur les assignats, 1790.
- Essai sur l'art de constituer les peuples, ou Examen des opérations constitutionnelles de l'Assemblée nationale de France, 1791.
- De la nécessité d'une Contre-révolution en France pour rétablir les finances, la religion, les mœurs, la monarchie et la liberté, 1791.
- Des moyens d'opérer la Contre-révolution, pour servir de suite à l'ouvrage du même auteur intitulé « De la nécessité d'une Contre-révolution », 1791.
- Vue sommaire sur les moyens de paix pour la France, pour l'Europe, pour les émigrés, 1796.
- Des Effets de la violence et de la modération dans les affaires de France, 1796.
- De la Monarchie française depuis son établissement jusqu'à nos jours, 7 volumes, 1814-1824.
- Des désordres actuels de la France et des moyens d'y remédier, 1815.
- Quelques vues sur l'objet de la guerre, et sur les moyens de terminer la révolution, 1815.
- Mémoire à consulter sur un système religieux et politique, tendant à renverser la religion, la société et le trône, Paris : Ambroise Dupont et Roret, 1826.
- Dénonciations aux cours royales relativement au système religieux et politique signalé dans le « Mémoire à consulter », 1826.
- Les Jésuites, les congrégations et le parti prêtre en 1827.
- Mémoires sur la Révolution française, le Consulat, l'Empire, la Restauration et les principaux événements qui l'ont suivie, 2 volumes, 1829.
- Des mystères de la vie humaine, précédés d'une Notice historique sur la vie de l'auteur, 2 volumes, 1829.
- De l'origine, de la nature et des progrès de la puissance ecclésiastique en France, 1829.
- De l’accusation intentée contre les Ministres. par quelle loi et par quel tribunal ils doivent être jugés, 1830.
- De la crise présente et de celle qui se prépare, 1830.
- Le Ministère et la Chambre des députés, Paris, Dufey, 1830.
- Du prêtre et de son ministère dans l’état actuel de la France, 1833.
- Randanne et Paris, 1833.
- Notice sur l'établissement de Randanne, 1834.
- Le Mont Dore; de sa composition, de sa formation, de son origine, 1834.
- De la Puissance judiciaire de la Chambre des Pairs dans les circonstances actuelles de la France, 1835.
- Alger, texte daté du 1er octobre 1838.
- Souvenirs d'un émigré, publié par son arrière-petit-fils le comte de Larouzière-Montlosier et Ernest d'Hauterive, 1950.